# Pont (Côte-d’Or)
Pont ist eine französische Gemeinde mit 158 Einwohnern (Stand: 1. Januar 2022) im Département Côte-d’Or in der Region Bourgogne-Franche-Comté. Sie gehört zum Arrondissement Dijon und zum Kanton Auxonne. 

## Geographie
Pont liegt etwa 28 Kilometer südöstlich von Dijon. Der Fluss Tille begrenzt die Gemeinde im Süden. Umgeben wird Pont von den Nachbargemeinden Champdôtre im Norden und Westen, Tillenay im Osten sowie Les Maillys im Süden.
Durch die Gemeinde führt die Autoroute A39.

## Weblinks

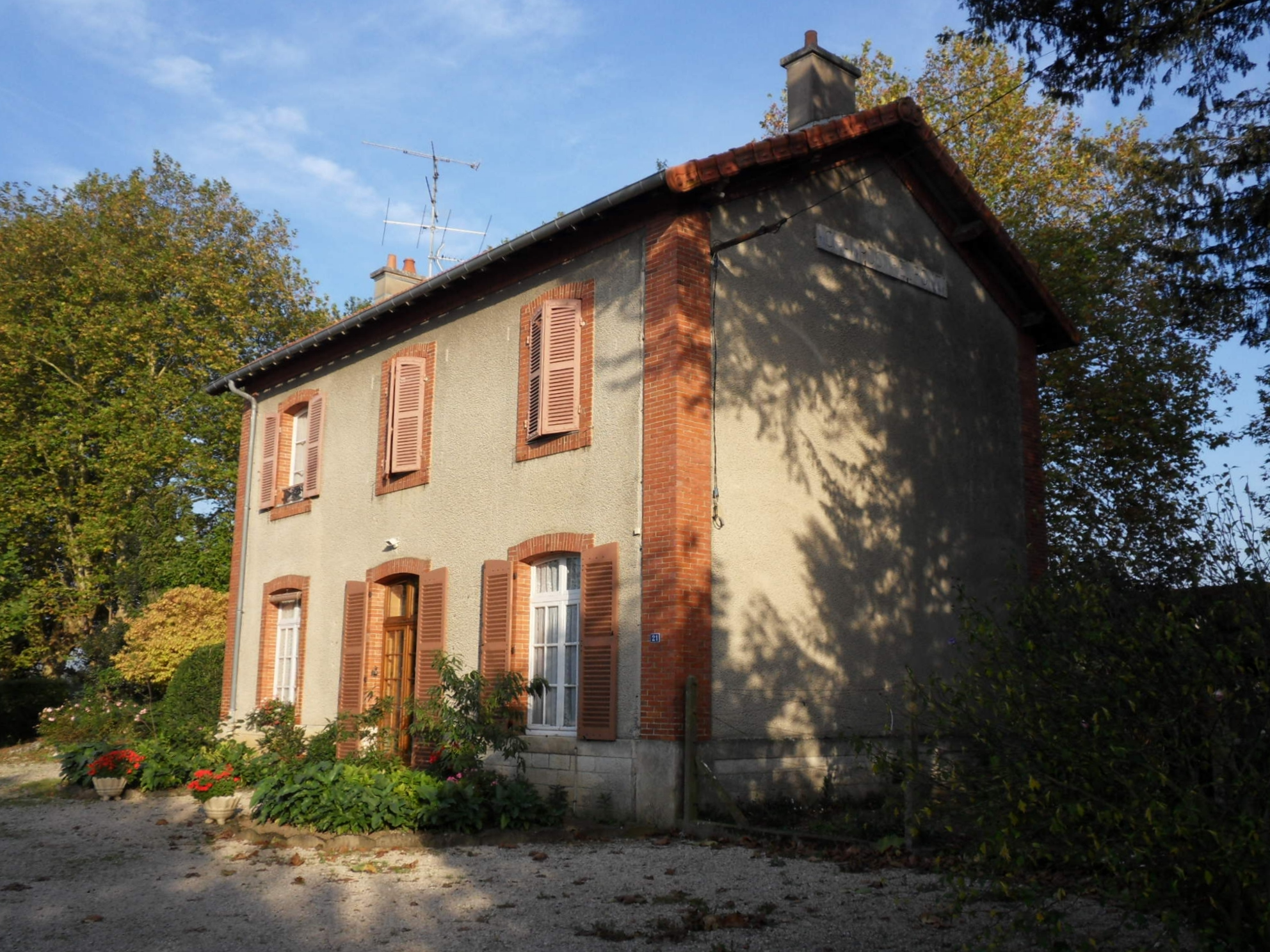
Bahnstation Champdôtre-Pont

## Bevölkerungsentwicklung
| Jahr                       | 1962 | 1968 | 1975 | 1982 | 1990 | 1999 | 2006 | 2013 | 2019 |
| Einwohner                  | 101  | 87   | 91   | 84   | 83   | 87   | 92   | 103  | 155  |
| Quellen: Cassini und INSEE |      |      |      |      |      |      |      |      |      |